# Lex Trebonia
Lex Trebonia – rzymska ustawa wydana w 55 roku p.n.e., podczas drugiego wspólnego konsulatu Marka Licyniusza Krassusa i Gnejusza Pompejusza Wielkiego. Uchwalona na wniosek trybuna Treboniusza, przyznawała konsulom (wraz z tytułem prokonsula) pięcioletni zarząd nad Syrią (Krassus) oraz Hiszpanią Bliższą i Dalszą (Pompejusz). Ponadto przedłużono namiestnictwo Gajusza Juliusza Cezara w Galii o pięć lat, do 1 marca 50 r.

## Tło polityczne
W 56 r. polityczny sojusz zawarty cztery lata wcześniej przez Krassusa, Cezara i Pompejusza (I triumwirat) zaczynał się rwać. Populistyczna kampania Klodiusza podminowała relacje Pompejusza i Krassusa, obu im zaś nie w smak były wpływy, sława i bogactwo, jakie Cezar zdobył podczas wojen galijskich. Cezar zaprosił więc pozostałych triumwirów do miasta Luca w Galii Przedalpejskiej (dzisiejsza Lukka). W trakcie spotkania odnowiono przymierze i zaplanowano wspólną strategię polityczną. Osiągnięcie przez Krassusa i Pompejusza urzędów konsulów oraz wydanie lex Trebonia stanowiło początek realizacji tych planów. Krassus zamierzał wykorzystać rządy w Syrii dla podboju Partów, Cezarowi niezbędna była władza namiestnika do dalszego prowadzenia wojny z Galami, zaś Hiszpania stanowiła dla Pompejusza (który nawet nie opuścił Rzymu, ale poprzez legatów zarządzał prowincją) ogromne źródło dochodów.
Lex Trebonia wzbudziła wiele kontrowersji. Jednym z jej najgorętszych przeciwników był Katon Młodszy, który należał do grona polityków uważających rosnącą siłę triumwirów za zagrożenie dla państwa rzymskiego. Wszelkimi środkami próbował powstrzymać uchwalenie ustawy, póki Treboniusz nie kazał go uwięzić.